# Министерство внутренних дел и законодательства Республики Корея
Министерство законодательства (кор. 법제처?, 法制處?; англ. Ministry of Goverment Legislation, MOLEG) — административная организация, которая контролирует и координирует государственное законодательство Республики Корея.